# Leonard Januszko
Leonard Januszko (ur. 1938, zm. 26 maja 2023) – polski lekarz, rehabilitant, organizator służb medycznych i rehabilitacyjnych.

## Życiorys
Był absolwentem Akademii Medycznej w Białymstoku (specjalizacja z neurologii i drugiego stopnia z rehabilitacji). Doktoryzował się w 1979. Był organizatorem pierwszego oddziału rehabilitacyjnego w Szpitalu Powiatowym w Giżycku w 1969, a potem w Szpitalu Wojewódzkim w Olsztynie w 1970.  Organizował oddziały rehabilitacyjne w Szpitalach Powiatowych w Ełku, Bartoszycach, Węgorzewie, Morągu i Działdowie. Zorganizował też dziewięć sympozjów i zjazdów o zasięgu m.in. krajowym. Był organizatorem Oddziału Warmińsko-Mazurskiego Polskiego Towarzystwa Rehabilitacji i jego przewodniczącym przez trzy kadencje od 1968. Od 1968 do 2007 był prezesem warmińsko-mazurskiego Oddziału Wojewódzkiego Polskiego Towarzystwa Walki z Kalectwem.
Był autorem 35 prac naukowych. Od 2002 pracował na Wydziale Fizjoterapii Olsztyńskiej Szkoły Wyższej. Od 2005 do 2012 był dziekanem Wydziału Fizjoterapii na tej uczelni. Odznaczono go medalem Przyjaciel Uczelni.